# A35 (Groot-Brittannië)
De A35 is een 155,8 km lange hoofdverkeersweg in Engeland.
De weg verbindt Honiton via Dorchester, Bournemouth en Poole met Southampton.

## Foto

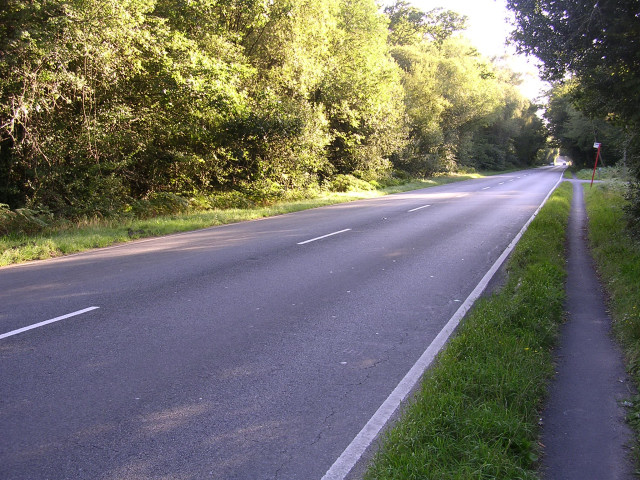
De A35 in de New Forest

## Hoofdbestemmingen
- Dorchester
- Bournemouth
- Southampton